# Pterolophia sanghirica
Pterolophia sanghirica là một loài bọ cánh cứng trong họ Cerambycidae.